# Kelly Zeeman
Kelly Zeeman (Amsterdam, 19 november 1993) is een Nederlandse voormalig profvoetbalster die van 2013 tot 2022 speelde voor Ajax in de Eredivisie voor vrouwen. Ze speelde 24 interlands en werd in 2017 Europees Kampioen met het Nederlands Vrouweneftal.
In oktober 2018 liep Zeeman tijdens een training een kruisbandblessure op, die haar een heel jaar uit de competitie hield. Ze speelde na de zomer van 2019 nog wel regelmatig mee met het Ajax Talententeam om weer wedstrijdritme op te doen. In november 2019 maakte ze haar officiële rentree in de Eredivisie in de uitwedstrijd tegen sc Heerenveen. Daarna zorgt de corona-uitbraak voor een rommelig competitieverloop, waardoor Zeeman nauwelijks meer aan spelen toekwam. In januari 2021 maakte Ajax bekend dat Zeeman voor de rest van de competitie tot de zomer werd verhuurd aan sc Heerenveen, waarmee zij de eerste speelster werd die op huurbasis naar een andere Nederlandse Eredivisieclub ging.
In seizoen 2021/22 zit Zeeman weer bij de selectie van Ajax, maar komt ze nauwelijks nog aan speelminuten. Aan het eind van het seizoen geeft ze aan te stoppen met Eredivisie-voetbal, en in het nieuwe amateurteam van Ajax te gaan spelen, waar meer oud-Ajacieden voor uitkomen. Nog voordat dit team begint, scheurt ze opnieuw haar kruisband in de zomer van 2022 en besluit ze te stoppen. Sinds augustus 2022 werkt Kelly als Ambassadeur bij Ajax, en doet ze werk voor het media-team rond wedstrijden van de Ajax Vrouwen.

## Erelijst
| Eredivisie | 2x | 2016/17, 2017/18                            |
| KNVB beker | 5x | 2013/14, 2016/17, 2017/18, 2018/19, 2021/22 |

| Competitie             | Winnaar   | Winnaar   | Runner-up | Runner-up | Derde     | Derde     |
| Competitie             | Aantal    | Jaren     | Aantal    | Jaren     | Aantal    | Jaren     |
| Nederland              | Nederland | Nederland | Nederland | Nederland | Nederland | Nederland |
| ---------------------- | --------- | --------- | --------- | --------- | --------- | --------- |
| Europees kampioenschap | 1x        | 2017      |           |           |           |           |
| Algarve Cup            | 1x        | 2018      |           |           |           |           |

## Statistieken
| Seizoen | Club         | Land      | Competitie          | Wedstrijden | Doelpunten |
| ------- | ------------ | --------- | ------------------- | ----------- | ---------- |
| 2012/13 | Telstar      | Nederland | BeNe League Orange  | 21          | 2          |
| 2013/14 | Ajax         | Nederland | Women's BeNe League | 25          | 1          |
| 2014/15 | Ajax         | Nederland | Women's BeNe League | 14          | 2          |
| 2015/16 | Ajax         | Nederland | Eredivisie          | 23          | 5          |
| 2016/17 | Ajax         | Nederland | Eredivisie          | 24          | 5          |
| 2017/18 | Ajax         | Nederland | Eredivisie          | 23          | 6          |
| 2018/19 | Ajax         | Nederland | Eredivisie          | 4           | 0          |
| 2019/20 | Ajax         | Nederland | Eredivisie          | 2           | 0          |
| 2020/21 | Ajax         | Nederland | Vrouwen Eredivisie  | 1           | 0          |
| 2021    | → Heerenveen | Nederland | Vrouwen Eredivisie  | 10          | 0          |
| 2021/22 | Ajax         | Nederland | Vrouwen Eredivisie  | 4           | –          |
| Totaal  | Totaal       | Totaal    | Totaal              | 151         | 21         |

Laatste update: aug 2022